# Reijerscamp
Reijerscamp is een natuurgebied bij de Gelderse plaats Wolfheze.
Het gebied wordt begrensd door de A12 in het noorden, de Reijerskamp in het oosten, de spoorlijn Utrecht-Arnhem in het zuiden en de Buunderkamp in het westen. Het noordelijke deel van het gebied is een rustgebied voor dieren.

## Geschiedenis
Reijerscamp werd net als andere gebieden in de buurt in de 19e eeuw bebost voor de productie van hout voor de mijnbouw. In het begin van de 20e eeuw werd het echter alweer ontbost ten behoeve van akkerbouw.
Door het uitgestrekte akkergebied speelde Reijerscamp een belangrijke rol in de Tweede Wereldoorlog tijdens Operatie Market Garden. In september 1944 landden hier namelijk honderden gliders met ondersteunend materieel voor de geallieerden die de Rijnbrug bij Arnhem moesten veroveren. In 2014 werd een project voltooid voor de plaatsing van diverse objecten ter herinnering aan dit moment.
Sinds 2004 is het in beheer bij de Vereniging Natuurmonumenten. Met de opening van het Ecoduct Jac. P. Thijsse in 2012 werd het gebied aangesloten op het natuurgebied Planken Wambuis.

## Fauna
In het gebied komen de volgende dieren permanent voor, of zijn er te gast: ree, das, veldleeuwerik, paapje, roodborsttapuit, raaf, klapekster, blauwe kiekendief, zandoogje, icarusblauwtje, atalanta, klein koolwitje, zandhagedis.
De Reijerscamp wordt begraasd door blaarkoppen.